# Dasylirion gentryi
Dasylirion gentryi es una especie  de planta fanerógama de la familia Asparagaceae, anteriormente de las ruscáceas. Es nativa de México.

## Descripción
Tiene un tallo corto leñoso que alcanza un tamaño de 50 cm de altura. Las hojas de color verde, lisas y dentadas de 70 a 130 cm de largo por 10 - 25 mm de ancho. Dispuestas irregularmente, presenta largas espinas dirigidas hacia arriba de hasta 2 mm de longitud. La inflorescencia es paniculada,  de 2 a 4 m de altura. Las flores son de color blanco a crema. El período de floración se extiende de marzo a abril. El fruto en forma de cápsulas ovaladas que contienen una o raramente dos semillas.

## Distribución y hábitat
Dasylirion gentryi se encuentra en el sureste de Sonora en México y en la región de Chihuahua a una altitud de 1100 a 1700 metros. Crece en las laderas rocosas y en los bosques abiertos, asociada con la Yucca declinata y varias especies de agaves.

## Taxonomía
Dasylirion gentryi fue descrita por Bogler y publicado en Brittonia 50(1): 71, en el año 1998.
Etimología
Dasylirion: nombre genérico compuesto que deriva de la palabra griega: dasys para "rugosa" , "descuidada" y leirion de "lirio", que probablemente fue elegido debido a las hojas largas y desordenadas.
gentryi: epíteto otorgado en honor del botánico Howard Scott Gentry.	